# Cyriel Verschaeve
Cyriel Charles Marie Joseph Verschaeve (Ardooie, 30 april 1874 – Solbad Hall, 8 november 1949), was een rooms-katholiek priester en letterkundige. Vanuit zijn activisme in de Eerste Wereldoorlog sloot hij aan bij het Duitse nationaalsocialisme, dat hem tijdens de Duitse bezetting van België in de Tweede Wereldoorlog tot medewerking met het naziregime bracht. Hij dreef anderen met zich mee naar de meest radicale collaboratie, zoals de strijd aan het Oostfront. Nadat hij in 1944 was gevlucht werd hij in 1946 bij verstek ter dood veroordeeld, zodat hij zijn laatste levensjaren verscholen in Oostenrijk doorbracht.

## Levensloop

### Jeugd- en vormingsjaren
Verschaeve werd geboren in een vroom katholiek gezin in West-Vlaanderen. Zijn vader François Verschaeve was blauwverver en had een kleine nijverheidsonderneming waar linnen uit de streek gebleekt en geverfd werd. Zijn moeder Melanie Deforche werd gekenmerkt als een zorgzame edelmoedige vrouw. Cyriels broer werd doctor in de rechten en procureur des Konings in Kortrijk.
Als kind en adolescent leed Verschaeve aan een aangeboren zwaarmoedigheid. Op de lagere school in Ardooie was hij een in zichzelf gekeerd weetgierig kind. Hij had een drang om veel te lezen, vooral de heldenromans van Hendrik Conscience. Boetseren leerde hij bij Henri Boncquet. Dit deed hij zijn hele verdere leven, vooral afbeeldingen van Christus, Moeder Maria en Griekse mythologische figuren.
Van 1886 tot 1892 volgde hij, in het Frans, de lessen aan het Klein Seminarie van Roeselare. Daar bleef de herinnering aan Guido Gezelle, Hugo Verriest en Albrecht Rodenbach levendig. Hij kwam in contact met de Vlaamse studentenbeweging en dweepte met Albrecht Rodenbach en de blauwvoeterij. Een van zijn biografen, Dirk Vansina, karakteriseerde Verschaeve als volgt: "Hij zou blijven wat hij reeds als jongeling scheen, uiterlijk koud en gaarne een beetje ironisch, een vuurberg tot aan de krater met sneeuw bedekt."
In 1892 werd Verschaeve student wijsbegeerte in Roeselare. Van 1893 tot 1896 studeerde hij theologie aan het grootseminarie in Brugge. Daar stimuleerde medeseminarist Robrecht De Smet zijn Vlaamsgezindheid. Op 12 juni 1897 werd hij tot priester gewijd. De leerinhoud op het seminarie boeide hem slechts matig. In de lectuur van Augustinus, Blaise Pascal en de middeleeuwse mystici ging hij eerder op. Via dorpsvrienden kwam hij tot de grote Duitse romantici en tot het Vlaams-nationalisme.

### Religieuze, pedagogische, literaire en politieke werkzaamheden

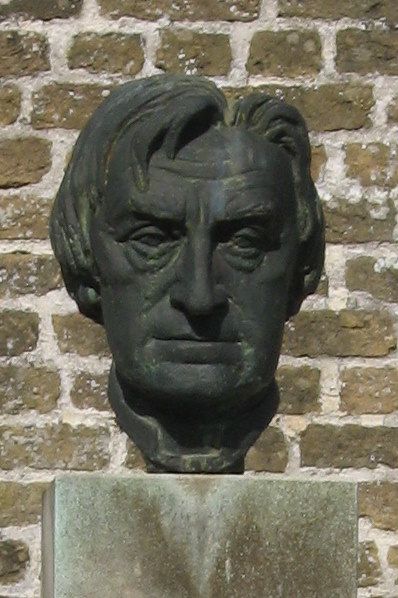
Beeld van Cyriel Verschaeve te Alveringem

In de periode van 1896 tot 1911 was hij leraar in de poësis aan het Sint-Jozefscollege in Tielt. Oud-leerlingen betitelden hem als een uitstekend leraar, vriendelijk, maar eerder spaarzaam met woorden als hij in gezelschap was.
In 1898 volgde hij aan de Universiteit van Jena een semester de colleges van Nobelprijswinnaar Rudolf Eucken. Hij bewonderde er de degelijkheid van de Duitse wetenschap en de rijkdom van de Duitse cultuur. Hier kwam hij tot het inzicht dat hij, door een bloedband verbonden, tot de Germaanse wereld behoorde en niet tot de Latijnse. Volgens die manicheïstische theorie zou de Latijn er naar streven de werkelijkheid te beheersen, de Germaan er zich aan over te geven. Deze vaststelling is de sleutel van Verschaeves kunst en levenshouding. Met sympathie voor de Afrikaners volgde hij op afstand de Boerenoorlog (1899-1902) tussen het Verenigd Koninkrijk en de Zuid-Afrikaanse Boerenrepublieken. Voortaan waren de Zuid-Afrikaanse Boeren (Afrikaners) - ofschoon merendeels calvinisten - priester Verschaeve bijzonder dierbaar.
Vanaf 1907 begon hij veel te publiceren en bijdragen te leveren in katholieke Vlaamsgezinde tijdschriften zoals Ons Leven, Dietsche Warande en Belfort en Jong Dietschland (1927-1934) (niet te verwarren met Jong Dietschland (1894-1914), de voorganger uitgegeven door Lodewijk Dosfel). Na 15 jaar leraarschap vroeg hij aan de bisschop zijn ontslag en een aanstelling als kapelaan in een rustig Vlaams dorp om meer tijd te kunnen besteden aan zijn letterkundige activiteiten.
Op 4 november 1911 werd hij onderpastoor in Alveringem, een plaatsje dat tijdens de Eerste Wereldoorlog vlak achter het IJzerfront lag. De priester-dichter kwam er onder de indruk van het weidse landschap, een gestolde zee onder een eindeloze hemel en vond er vanzelf ongedwongen de weg naar het gemoed van de zwijgzame West-Vlaamse mensen uit de streek. In Alveringem kweet hij zich nauwgezet van zijn taak als priester, studeerde, schreef tot laat in de nacht en bezocht buitenlandse musea en bibliotheken. Zijn drama Ferdinand Verbiest zag het licht in 1912 en Judas (1917) werd bekroond met de Staatsprijs voor Toneelletterkunde.
Verschaeve werd tijdens de Eerste Wereldoorlog (1914-1918) de geestelijke raadsman van de Frontbeweging die in 1916 was ontstaan uit onvrede met de behandeling van de Vlaamse soldaten aan het front, grotendeels onder bevel van eentalig Franssprekende officieren. Al in 1915 was hij uit op een confrontatie tussen Vlaanderen en België. Hij stelde in 1917 aan koning Albert I gerichte "Frontbrieven" op met de verzuchtingen van de Vlaamse frontsoldaten en schreef anoniem een soort catechismus, Kort Begrip van de Vlaamsche Beweging in 't jaar 1917, waarin hij zich opwierp als verdediger van het activisme, dat collaboreerde met de keizerlijke Duitse bezetter. De activistische Raad van Vlaanderen riep op 22 december 1917 de onafhankelijkheid uit - met goedvinden van de Duitse bezettingsmacht.

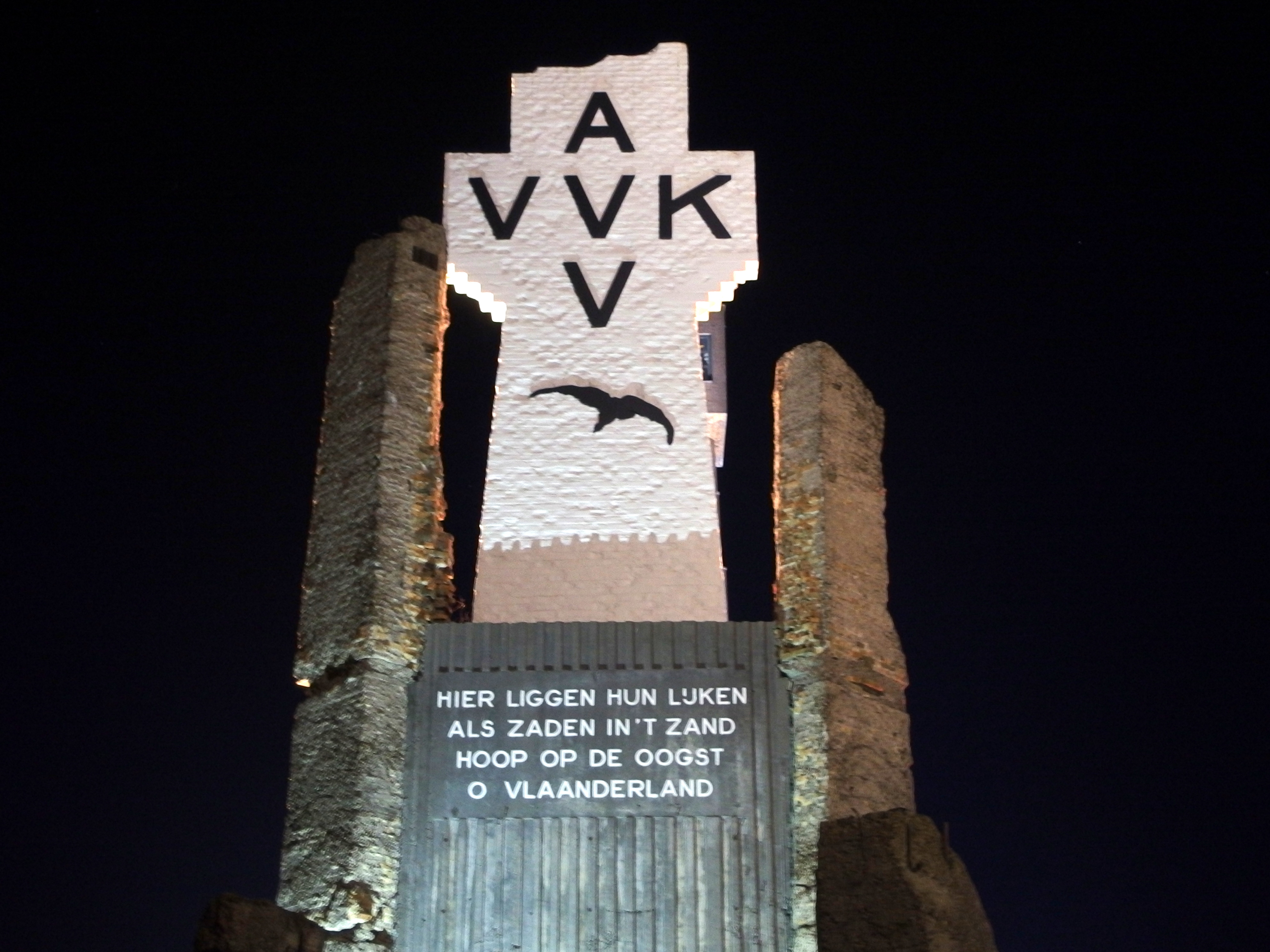
Gedicht van Verschaeve op de IJzertoren

Verschaeve dichtte het bekende vers Hier liggen hun lijken als zaden in het zand, hoop op den oogst O Vlaanderland dat ook op de eerste IJzertoren voorkwam. De veroordeling en de onderdrukking van de Frontbeweging en het activisme door de Belgische overheid na de Wapenstilstand bracht bij Verschaeve de overtuiging bij dat er van België niets te verwachten viel.
Later legde hij de eerste steen van de eerste IJzertoren in Diksmuide, die in 1930 ingehuldigd werd. In de daaropvolgende jaren distantieerde Verschaeve zich van de IJzerbedevaart, vanwege het pacifisme en omdat die in zijn ogen niet radicaal genoeg was en weinig uithaalde. Ook keerde hij zich af van de Belgische politiek en van de democratie omdat aan de Vlaamse grieven en verzuchtingen (taalgelijkschakeling in het leger en gerecht, vernederlandsing van het hoger onderwijs) te weinig en te traag gevolg werd gegeven. Hij werd geboeid door autoritaire bewegingen als het Verdinaso en het Duitse nationaalsocialisme.
In 1936, drie jaar na de machtsovername door Hitler werd hem de Rembrandtprijs van de universiteit van Hamburg toegekend. Het jaar daarop ontving hij, samen met Maria Elisa Belpaire, Stijn Streuvels en Anton van Duinkerken, het eredoctoraat in de Letteren en Wijsbegeerte van de Katholieke Universiteit Leuven. In april 1939 ging hij op 65-jarige leeftijd met pensioen als onderpastoor van Alveringem. Hij bleef er wonen en droeg er elke morgen de mis in de parochiekerk op.

### Politieke activiteiten en collaboratie
Tijdens de zomer van 1940 schreef Verschaeve Het Uur van Vlaanderen, waarin hij zijn sympathie voor nazi-Duitsland uiteenzette. Op 6 november 1940 werd hij door het Duitse militaire bestuur aan het hoofd van de Vlaamse Cultuurraad benoemd (met Jef van de Wiele van de DeVlag als secretaris). De Belgische bisschoppen en diocesane clerus bekeken zijn collaboratie met argusogen, maar grepen desondanks, uit angst voor represailles, niet in.
In december 1940 zei hij in een toespraak: "Duitschland, 't allerrijkste kultuurland, reikt ons de hand tot samenwerking. Waarom zouden wij het wantrouwen? Waarom zou Duitschland verkiezen eerder met knechten dan met vrienden samen te werken?"
In de zomer van 1941 tijdens de Duitse Operatie Barbarossa leverde hij zijn volle steun aan het Vlaams Legioen en bewierookte hij de oostfronters ("Deze oorlog is heilig, omdat hij gestreden wordt voor iets heiligs: het leven en al wat het voor schoonheid inhoudt."). Verblind door zijn eigen ideologie, verantwoordde Verschaeve zijn gedrag aan vrienden, als trouw aan zijn zelfgekozen levensethos, aan zijn verlangen naar grootsheden, aan zijn bewondering voor historische heldenfiguren.
Verschaeve koos in de tweestrijd tussen het VNV en het nazistische DeVlag steeds meer partij voor de DeVlag. Tevens drukte hij zich steeds meer vol bewondering en verheerlijking van het Duitse Rijk uit, hoewel hij vele politieke gebeurtenissen in de oostelijke bezette gebieden en ook de ideologische conflicten met het Verenigd Koninkrijk niet wist te plaatsen. Zijn uitingen droegen het kenmerk van een wereldvreemde romanticus die nazi-Duitsland met het cultuur-Duitsland van Richard Wagner en Goethe verwarde. Hij bleef goed thuis en gewaardeerd in nazi-Duitsland. In 1944 werd de zeventigjarige Verschaeve door de nazi's tot doctor honoris causa gepromoveerd aan de Universiteit van Keulen.
In juli 1944 had hij een ontmoeting met Heinrich Himmler, waarbij hij poogde om de eigenheid en autonomie van het Vlaamse volk tegenover de Reichsführer-SS te verdedigen. Deze ontmoeting leidde, vanwege de oorlogsevolutie, uiteraard niet tot resultaten. Bovendien botste Verschaeves katholieke en Vlaamse referentiekader sterk met de nieuw-heidense en Groot-Germaanse idealen van Himmler.

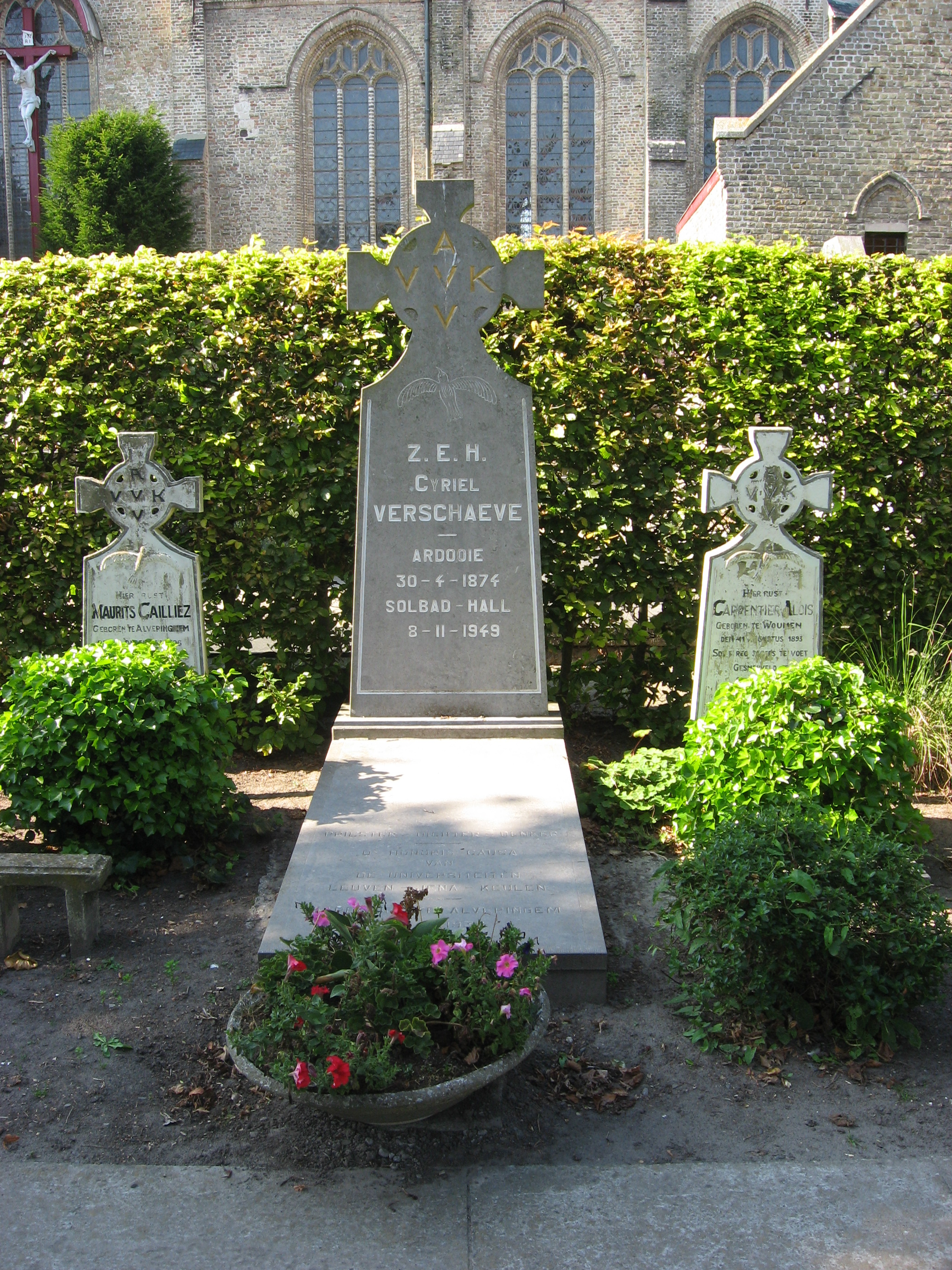
Grafmonument van Verschaeve te Alveringem.

Eind augustus 1944 werd hij door een SS-eenheid naar Duitsland geëvacueerd, waar hij adviseur werd bij de Vlaamsche Landsleiding onder leiding van Jef van de Wiele. Hij verbleef er in het kasteel Waldeck-Pyrmont. Namens de Landsleiding sprak hij zich in een bijeenkomst in Potsdam uit tegen het bestoken van Antwerpen met V1-bommen. Hij beklaagde zich in een brief aan Himmler over de tegenwerking door de VNV-leiding van Hendrik Elias.
Vanaf 1 november logeerde hij in het kasteel Gross-Priessen bij de adellijke familie Chotek. In april 1945 kwam hij in Oostenrijks Tirol terecht, dat tot 8 mei - het einde van de oorlog in Europa - in handen van de Wehrmacht bleef. Hij vond een onderkomen in de pastorie van Solbad Hall in Tirol, waar hij clandestien verbleef tot aan zijn dood.
Ondertussen was hij in 1946 in Brugge wegens collaboratie bij verstek tot de doodstraf door het vuurpeloton veroordeeld. Op 12 november 1947 werd hij bij vonnis geveld door de Krijgsraad in Brugge van de Belgische nationaliteit vervallen verklaard.

## Ontgraving
Tijdens 'Operatie Brevier' in de nacht van 10 op 11 mei 1973 groef een VMO-commando onder leiding van Bert Eriksson het stoffelijk overschot van Verschaeve in het stadje Hall in Oostenrijk op, en bracht het over naar België. De bedoeling was om de kist met het stoffelijk overschot te begraven onder de crypte van de oude IJzertoren. Dat plan kon uiteindelijk niet doorgaan en Verschaeves resten kregen een tijdelijk onderkomen in de Sint-Sixtusabdij van Westvleteren. Begin augustus werd hij nachtelijk begraven op het parochiekerkhof van Alveringem. Omdat de toenmalige burgemeester van Alveringem bang was dat de kist opnieuw opgegraven zou worden, liet hij het graf betonneren, tot groot ongenoegen van de aanhangers van Verschaeve. In 2018 maakte komiek en acteur Iwein Segers een kortfilm over de roof en ontgraving met als titel 'Operatie Kazuifel'. De harde kern van de Vlaams-nationalisten, bleef de figuur van priester Verschaeve vereren en tot eind de jaren tachtig rond zijn graf jaarlijks een vertrouwelijke plechtigheid organiseren.

## Straatnamen
Tot 2021 waren diverse straten, lanen en pleinen in Vlaanderen naar Verschaeve genoemd. In Breendonk kreeg hij die, op last van de Vlaams-nationale burgemeester Albert Moortgat, hoogst uitzonderlijk al bij leven, na de toekenning van de Hamburgse Rembrandtprijs in 1936 en het Leuvense eredoctoraat in 1937. Elders werd hij later met een straatnaam vereerd: in Marke (1970), Kapelle-op-den-Bos (1972), Lanaken, Zoersel (1981) en Alveringem (2011).
In Puurs – indertijd nog Breendonk – werd de vernoeming vanaf 1994 betwist. In de gemeente waar in het Fort van Breendonk (nu gemeente Willebroek) veel verzetstrijders en Joden zwaar leden of stierven onder de door Verschaeve gesteunde Duitse bezetting, werd het als bijzonder ongepast aanzien dat een straat zijn naam droeg. De kritiek hiertegen en de gevoerde actie tot verwijdering van de naam bleef zonder gevolg, maar flakkerde opnieuw op in 2016 en bracht het gemeentebestuur van Puurs ertoe om in februari-maart 2017 een "minireferendum" te houden onder de betrokken inwoners. Een ruime meerderheid koos voor het behoud van de straatnaam. Op de gemeenteraad van 28 januari 2020 ging de gemeente Puurs-Sint-Amands uiteindelijk toch overstag. Met alleen tegenstemmen van N-VA en VB werd besloten de naam van de straat in Breendonk alsnog te wijzigen. De bewoners kregen de kans mee te beslissen. In september 2020 werd het toponiem Vrijhalsweg aangenomen als nieuwe naam.
Lanaken en Kortrijk (Marke) besloten in respectievelijk 2017 en 2019 om de straatnaam te wijzigen. In Lanaken werd het de Anne Frankstraat, Kortrijk wijzigde de naam in Zusters Lovelingstraat.
In maart 2020 kondigde het gemeentebestuur van Kapelle-op-den-Bos aan dat de naar Verschaeve vernoemde laan vervangen werd door een vrouwelijke straatnaam. De inwoners kozen voor Mim Van Keerlaan.
In de gemeenten Alveringem en Zoersel werd in 2020/2021 besloten om de benamingen Verschaeveplein respectievelijk Verschaevelaan te vervangen.

## Publicaties
Verschaeve schreef een omvangrijk filosofisch getint, zwaar op de hand en literair verouderd oeuvre vol overspannen woordenpraal en gezwollen beelden, dat vooral dramatische, poëtische en essayistische werken bevat. Hij had in het Frans en het Latijn gestudeerd en zijn Nederlands was onzuiver en hoekig. Destijds schreef de jezuïet Jozef Van Mierlo over Verschaeves werk heel beeldend: "Men verwarre toch niet de schijn met het wezen, 't gebaar met de daad, de woedende oppervlakte met zwangere diepte."
Niettemin had hij geen gebrek aan bewonderaars, zoals zijn eerste biograaf Vansina, die in hem "één der grootste dramaturgen der wereldletterkunde" zag.  Ook kende Verschaeves werk bijval in Nederland en Duitsland en kreeg hij officiële erkenning in 1921 en 1935 met de Prijs van de Vlaamse Gemeenschap voor toneelliteratuur en in 1944 een eredoctoraat in de letteren van de Universiteit van Keulen. Toch werd hij meer een symbool en zijn werk werd nog nauwelijks gelezen.
Romain Van Landschoot, zijn ultieme biograaf, die zijn leven en werk vele jaren bestudeerde, kwam tot de conclusie dat zijn literair werk in aanzienlijke mate waardeloos is geworden en dat zijn levenshouding die van een nazi was geweest.

### Literaire werken
- Jacob van Artevelde (1911)
- Zeesymphonieën (1911)
- Ferdinand Verbiest (1912)
- De schoonheid van het evangelie (1913)
- Jezus van Nazareth koning der Joden (1913), passieverhaal, uitgave Gudrun Brussel, 61 blz.
- Philips van Artevelde (1913)
- Nocturnen (1916-1924)
- Judas (1917)
- Het mysterie (1920)
- Uren bewondering voor groote kunstwerken (1920-1922)
- Maria Magdalena (1928)
- De Kruisboom (1929)
- Elijah (1936)
- Nocturnen (1936)
- Rubens, Vlaanderens Spectrum (1938)
- Jezus (1939)
- Eeuwige gestalten (1944)

### Autobiografische werken
- Oorlogsindrukken (1914-1918), Gent 1996.
- Oorlogsgedenkschriften (1944-1946). Een eerste, sterk uitgezuiverde versie van deze gedenkschriften verscheen in de Verzamelde Werken (1955-1961). De integrale, ongezuiverde versie, met verhelderend voetnotenapparaat, werd gepubliceerd in Verschaeviana jaarboek 1988-89.

### Bloemlezing
- André Demedts, Cyriel Verschaeve, priester-dichter, 1973, uitg. Zeemeeuw Brugge. De bloemlezing bevat naast een inleiding door de auteur uittreksels uit zijn gedichten Zeesymfonieën; Nocturnen I en II), de Passie van onzen Heer Jezus-Christus, Judas, Schoonheid en Christendom (het eeuwig leven van Augustinus; Vlaamse mystiek), Kunstbeschouwing (Rubens, de kosmische kunstenaar; De wending in de kunst; Shakespeares eigen tragedie) en Vlaamse Beweging (Word wat ge zijt).

### Verzamelde werken
- Verzamelde Werken, uitgeverij Zeemeeuw, Brugge, 1934-1941 (tien delen)
- Verzamelde Werken, uitgeverij Zeemeeuw, 1955-1961 (acht delen)

### Biografieën
- Dirk VANSINA, Verschaeve getuigt, uitg. Zeemeeuw, Brugge, 1955.
- Luc VILSEN, Cyriel Verschaeve, Desclee De Brouwer, Brugge, 1962
- Antoon VANDER PLAETSE, Cyriel Verschaeve, zoals ik hem heb gekend, Rozengaard, Deerlijk, 1964
- Jos VINKS, Cyriel Verschaeve, de Vlaming, Brecht-Antwerpen 1977
- Romain VANLANDSCHOOT, Cyriel Verschaeve, in: Nationaal Biografisch Woordenboek, T. XV, Brussel, 1996.
- Romain VAN LANDSCHOOT, Kapelaan Verschaeve, Lannoo, Tielt, 1998

### Andere
- Jozef MULS, Verschaeve als kunstcriticus, in: Dietsche Warande en Belfort, 1951.
- K. TER LAAN, Cyriel Verschaeve, in: Letterkundig woordenboek voor Noord en Zuid, 1952.
- Albert WESTERLINCK, Beschouwingen over Cyriel Verschaeve, in: Dietsche Warande en Belfort, 1960.
- Dirk VANSINA, Cyriel Verschaeve als beeldhouwer, Brugge, 1960.
- W. MEYERS, De Vlaamse Landsleiding. Een emigrantenregering in Duitsland in september 1944, in: Bijdragen tot de geschiedenis van de Tweede Wereldoorlog, 1972.
- Albert WESTERLINCK, Verschaeve verjaart of verjaard?, in: Dietsche Warande en Belfort, 1974.
- Renaat DE DEYGERE, Verschaeve in Berlijn in mei 1941, in: Verschaeviana, 1984.
- Fernand BONNEURE, Cyriel Verschaeve, in: Lexicon van West-Vlaamse schrijvers, Deel I, Torhout, 1984.
- G. J. VAN BORK & P.J. VERKRUIJSSE, Cyriel Verschaeve, in: De Nederlandse en Vlaamse auteurs, 1985.
- Renaat DE DEYGERE, De beweegredenen van Verschaeves houding tijdens de bezetting, in: Verschaeviana, 1987.
- Bruno DE WEVER, Verschaeve en het Oostfront. Bijdrage tot de studie van Verschaeves houding ten overstaan van de SS, in: Verschaeviana, 1987.
- Romain VAN LANDSCHOOT, Cyriel Verschaeve en 'Europa und der neue Glaube'. Een studie over Verschaeve en het nationaal-socialisme, in: Verschaeviana, 1987.
- Bart MADDENS, "Waar men geen kleinheid kan ontwaren", in: Tertio, 19 april 2017.
- Jeroen DE PRETER, Waarom Vlaanderen de dichter-collaborateur Cyriel Verschaeve met straatnamen eert, in: Knack, 28 maart 2017.
- Thalitha DEHAENE, "Ronduit choquerend", in: Krant van West-Vlaanderen, 8 september 2023.
- Dirk ROCHTUS, De mythe Verschaeve ontrafeld, in: ADVN-mededelingen, 2023.

### Jozef Lootensfonds
Begin jaren vijftig werd het Jozef Lootensfonds vzw opgericht door Martha VandeWalle, de levenslange uitgeefster van het werk van Cyriel Verschaeve. Het was ondenkbaar aan dit fonds de naam van de terdoodveroordeelde te geven, en daarom kreeg het de naam van een vriend en weldoener. Jozef Lootens en zijn zus waren niet alleen bewonderaars van Verschaeve, zij verschaften onderdak aan het beeldhouwwerk van deze laatste, dat aan vernieling was ontsnapt. Ze voorzagen tevens de vzw van een aanzienlijke financiële bijdrage, waarmee een professioneel archief kon worden aangelegd, publicaties van en over Verschaeve konden worden bekostigd en studie over de priester-dichter kon worden bevorderd. Het archief kreeg een ruime behuizing in een bijgebouw van de abdij van Steenbrugge.
In 1995 werd het omvangrijke Verschaeve-archief, tot dan toe beheerd door het Jozef Lootensfonds in Brugge, overgedragen aan het Archief en Documentatiecentrum voor het Vlaams Nationalisme (ADVN). De historiografisch belangrijke overdracht omvatte
- het eigenlijke archief omtrent Cyriel Verschaeve, zijn vrienden en tijdgenoten (voornamelijk brieven en manuscripten);
- bibliotheekwerken, audiovisuele voorwerpen, tijdschriften.

Het fonds verzorgde ook de uitgave van Verschaeviana, het jaarboek dat het wetenschappelijk onderzoek omtrent leven en werk van Cyriel Verschaeve en zijn tijdgenoten wilde bevorderen.
Het fonds was tot 1995 een deskundig bewaarder van het archief en tegelijkertijd promotor van een wetenschappelijk objectieve historiografie rondom de priester-dichter. De Verschaeviana Jaarboeken verschenen van 1970 tot 1994. Zij bevatten artikels, notities, bronnencommentaren omtrent één of meerdere aspecten van het leven en het werk van de auteur. Sommige jaarboeken zijn colloquiumnummers en fungeren als verslagboek van de zeven colloquia die het Jozef Lootensfonds omtrent een bepaald thema organiseerde.

### Verschaeviana Jaarboeken
Van 1970 tot 1994 publiceerde het Jozef Lootensfonds een aantal jaarboeken onder de naam Verschaeviana. Hierin vond men voornamelijk de weerslag van de colloquia die aan de studie van het werk van Verschaeve werden gewijd.
- Eerste deel, Aflevering 1, 1970
- Eerste deel, Aflevering 2, 1972
- Eerste deel, Aflevering 3, 1973
- Eerste deel, Aflevering 4, 1974
- Eerste deel, Aflevering 5, 1975
- Tweede deel, Aflevering 1, 1976
- Tweede deel, Aflevering 2, 1977
- Tweede deel, Aflevering 3, 1978
- Jaarboek 1979 – Verschaeve en de Barok (colloquiumnummer), 1979
- Jaarboek 1981 – Verschaeve en Rodenbach (colloquiumnummer) 1981
- Jaarboek 1982 – Cyriel Verschaeve en Robrecht De Smet
- Jaarboek 1983 – Verschaeve en de Vlaamse meisjesbeweging (colloquiumnummer), 1983
- Jaarboek 1984 – Cyriel Verschaeve te Berlijn in mei 1941 / Arthur de Bruyne; Toon van Moerbeke; Renaat de Deygere e.a., 1984
- Jaarboek 1985 – Cyriel Verschaeve in zijn religieuze werk (colloquiumnummer), 1985
- Jaarboek 1986 – Cyriel Verschaeve en Borms
- Jaarboek 1987 – Cyriel Verschaeve en de Tweede Wereldoorlog (colloquiumnummer), 1987
- Jaarboek 1988-1989 – Oorlogsgedenkschriften Cyriel Verschaeve 1944–1946 / Romain Vanlandschoot; Wim Meyers; Renaat De Deygere, 1990
- Jaarboek 1990-1991 – Literaire en esthetische receptie omtrent Verschaeve (colloquiumnummer), 1992
- Jaarboek 1993 – Mythevorming omtrent Verschaeve (colloquiumnummer), 1994